# Eisaku Sató
Eisaku Sató (japonsky 佐藤 榮作, Sató Eisaku; 27. března 1901 Tabuse – 3. června 1975 Tokio) byl japonský politik a po dobu téměř osmi let premiér Japonska, který v roce 1974 jako první Japonec získal Nobelovu cenu za mír. V roce 1967 navrhl tři nejaderné zásady, které byly japonským parlamentem formálně schváleny roku 1971. Během jeho vlády také Japonsko podepsalo smlouvu o nešíření jaderných zbraní.